# Droga krajowa nr 1 (Indie)
Droga krajowa nr 1 (National Highway 1, NH 1) – jedna z dróg krajowych, przebiegających na terenie północnych Indii. Łączy stolicę Nowe Delhi z miastem Attari (stan Pendżab) w pobliżu granicy indyjsko-pakistańskiej. Droga zarządzana jest przez NHAI. Jest to jedna z najdłuższych i najstarszych dróg w Indiach.
NH 1 łączy Nowe Delhi m.in. z miastami: Amritsar, Dźalandhar, Ludhijana, Rajpura, Ambala, Kurukszetra, Karnal, Panipat i Sonipat. Na NH 1 jeździ Delhi-Lahore Bus.
Arteria jest częścią trasy azjatyckiej AH1.

## Skrzyżowania z innymi drogami krajowymi
- NH 2 w Delhi
- NH 8 w Delhi
- NH 10 w Delhi
- NH 24 w Delhi
- NH 58 w Delhi
- NH 22 w Ambala
- NH 65 w Ambala
- NH 1A w Dźalandhar
- NH 71 w Dźalandhar
- NH 15 w Amritsar